# Anthurium shinumas
Anthurium shinumas är en kallaväxtart som beskrevs av Thomas Bernard Croat. Anthurium shinumas ingår i släktet Anthurium och familjen kallaväxter. Inga underarter finns listade.